# Tijmereprijs
De tijmereprijs (Veronica serpyllifolia) is een vaste plant, die behoort tot de weegbreefamilie (Plantaginaceae). De plant komt van nature voor in Europa.
De plant wordt 5-25 cm hoog. De later verhoutende, kruipende stengels zijn aan de top opstijgend. De kale bladeren zijn cirkelrond tot elliptisch en hebben een gave of zwak gekartelde rand.
Tijmereprijs bloeit van april tot september met 5-6 mm grote, blauwgeaderde, blauwachtig witte bloemen. De bloeiwijze is een bebladerde tros met veel kortgesteelde bloemen. De kelkslippen en bloemsteel zijn kort behaard. De omgekeerd hartvormige en aan beide zijden bolle vrucht met omhoog staande vruchtlobben is een doosvrucht. Langs de rand komen klierharen voor.

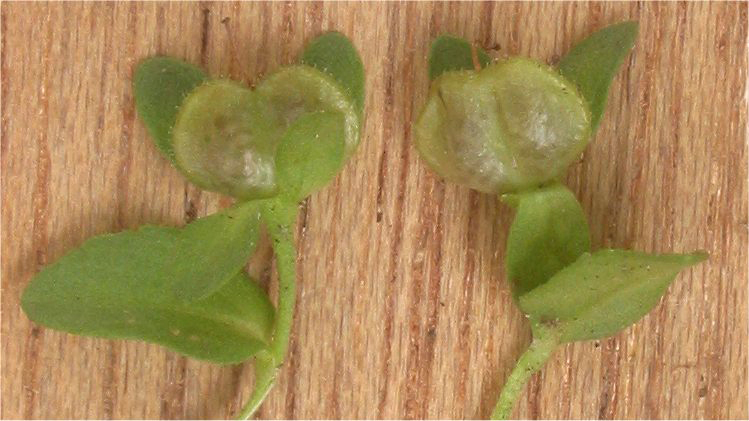
Vruchten

De plant komt voor op open plekken op vochtige, voedselrijke grond in weilanden, gazons, op bouwland op zandgrond en bospaden. Als de plant in groten getale in weiland voorkomt, kan dit bij het vee door de aanwezige saponinen leiden tot vergiftigingsverschijnselen.

## Gebruik
De tijmereprijs smaakt onbewerkt bitter en gedroogd wordt er thee van gezet. Vers wordt het ook gebruikt voor het maken van kruidendrankjes. In de plant komen bitterstoffen, looistoffen en saponinen voor.